# Escudo de Bulgaria
La versión actual del escudo de la República de Bulgaria aparece descrita en la Ley del Escudo de Armas de Bulgaria que fue aprobada el 5 de agosto de 1997. El escudo actual es la versión del escudo del Reino de Bulgaria de 1927.
En el escudo aparece, en un campo de gules, un león coronado de oro, armado de plata. El escudo de armas está soportado por dos leones coronados de oro que lo sostienen. Las figuras de los dos leones (soportes en terminología heráldica) se sitúan sobre dos ramas cruzadas de roble con bellotas y simbolizan las tres principales partes de Bulgaria Moesia, Tracia y Macedonia. En la parte inferior del escudo se incorpora una cinta con los colores de la bandera en la que puede leerse el lema nacional: "Съединението прави силата" (“La unión hace la fuerza”).
Sobre el escudo hay una corona grande, la corona primordial de los gobernantes búlgaros del Segundo Estado búlgaro, con cinco cruces y una cruz separada sobre la corona misma.

## Escudos usados históricamente

Segundo Imperio Búlgaro, escudo de un guerrero real de finales del siglo XIV, viajero anónimo árabe
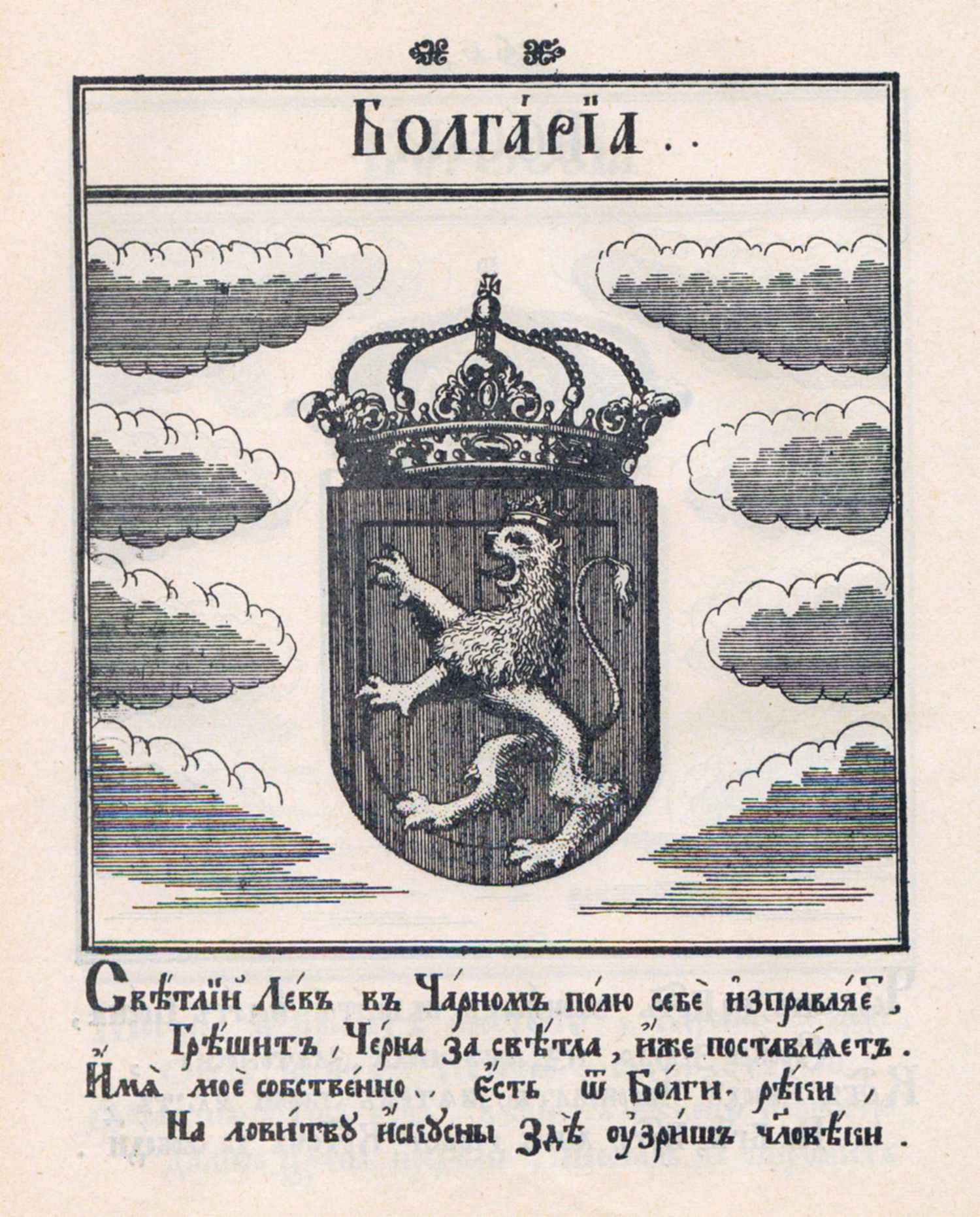
Escudo de armas de Bulgaria de Stemmatographia por Hristofor Zhefarovich, 1746
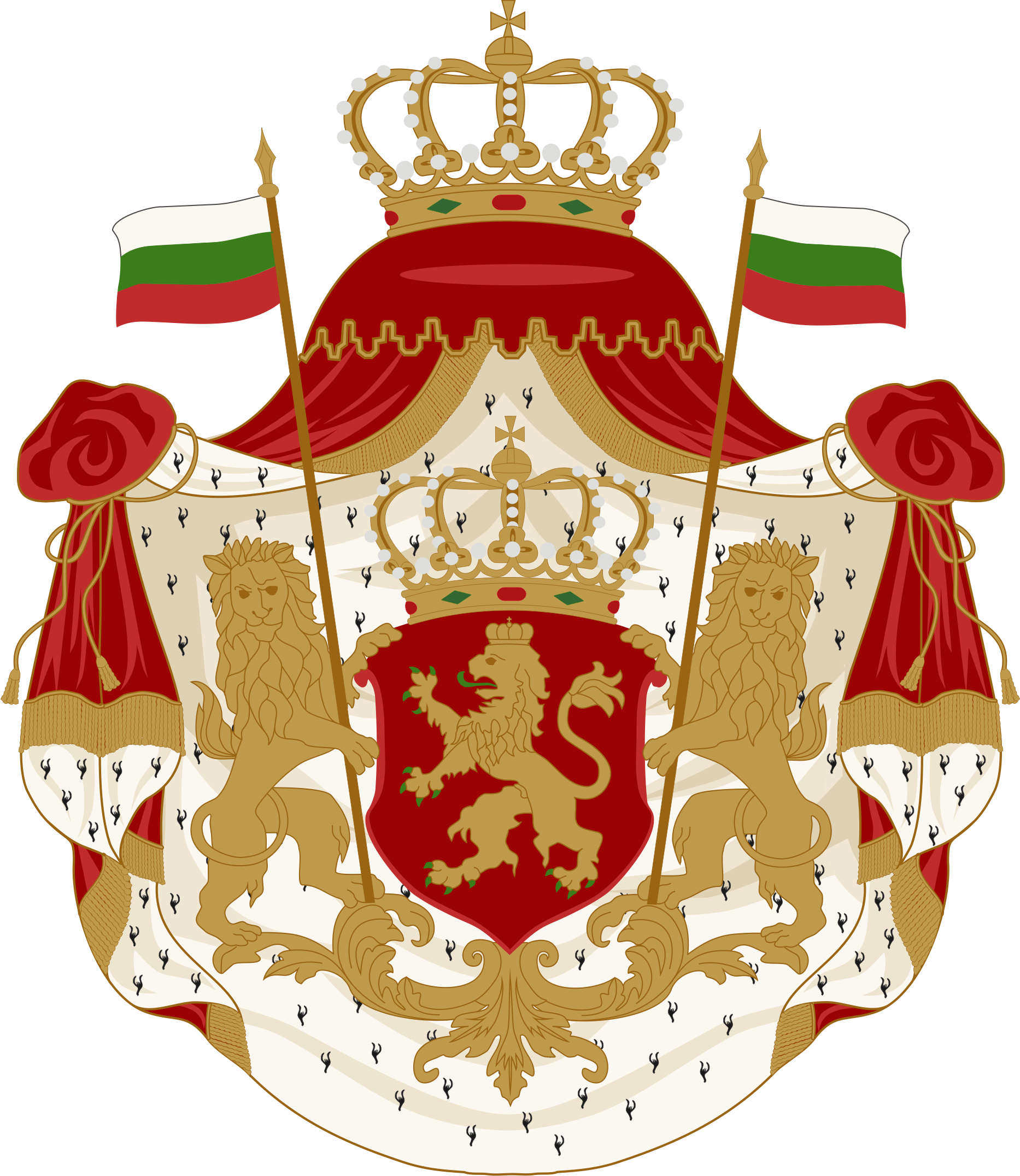
Principado autónomo de Bulgaria/Reino de Bulgaria, 1881-1927
Reino de Bulgaria, 1927-1946
República Popular de Bulgaria, 1946-1948
República Popular de Bulgaria, 1948
República Popular de Bulgaria, 1948-1967
República Popular de Bulgaria, 1967-1971
República Popular de Bulgaria, 1971-1990
República de Bulgaria 1990–1997[1]